# Maria Walliser
Maria Walliser (Mosnang, 27 mei 1963) is een Zwitserduitse, voormalig alpineskiester uit Zwitserland. In de 1980er jaren was de afdalingspecialiste een van de meest dominante en charismatische skisterren. 

## Levensloop
Walliser groeide op in het dorp Mosnang. Haar vader was veehandelaar en bestierde de plaatselijke skilift. Op driejarige leeftijd stond ze op de ski's. In december 1980 maakte ze haar debuut in de wereldbeker, met een negende plaats op de afdaling in Val d'Isere. Twee maanden later verraste de zeventienjarige met een tweede plek op de alpine combinatie in het Duitse Zwiesel. Ze eindigde daar achter Hanni Wenzel en voor gerenommeerde atletes zoals Marie-Therese Nadig, Erika Hess en Irene Epple.
Op de Olympische Spelen van Sarajevo in 1984 was ze favoriete op de afdaling, maar eindigde ze als tweede, op slechts 5 honderdste seconden achter haar Italiaanstalige landgenote Michela Figini. Walliser werd drie keer wereldkampioene en stond tussen 1983 en 1989 zestien keer op eindpodia van de wereldbeker alpineskiën, waarvan zeven keer op de hoogste trede. In 1986 en 1987 won ze het algemene klassement.
In 1986 kreeg Walliser de prestigieuze onderscheiding Skieur d'or van het internationale verband van ski-journalisten. In 1986 en 1987 werd ze gekozen tot Zwitsers Sportvrouw van het Jaar.

### Interesse filmindustrie
Walliser werd algemeen gezien als aantrekkelijkste skister van haar tijd. Ze was fotogeniek en had allure, zonder arrogantie. Terwijl Figini overhoop lag met de media, ging Walliser ontspannen met hen om. Voor haar hoorde het contact met pers en fans gewoon bij de topsport. Al tijdens haar skicarrière stond Walliser in de belangstelling van Hollywood.
In 1990 ging Walliser studeren aan de toneelschool Lee Strasberg Theatre and Film Institute in New York. Ze genoot ervan om anoniem over straat te kunnen lopen en koffie te drinken in Los Angeles of New York. Walliser besefte dat ze zich volledig op het acteren moest focussen, alles moest achterlaten, om ook hierin succes te boeken. Dat wilde ze echter niet en ze keerde terug naar Zwitserland.

## Persoonlijk
In 1991 trouwde Walliser met Guido Anesini, ze kregen twee dochters. Hun eerste dochter werd geboren met een open rug. Walliser zette zich sindsdien in als ambassadeur en voorzitter van de Stichting foliumzuur Zwitserland (Stiftung Folsäure Schweiz).

## Resultaten

### Olympische Winterspelen
| Jaar | Plaats   | Resultaten                                            |
| ---- | -------- | ----------------------------------------------------- |
| 1984 | Sarajevo | Afdaling · DNF1 Reuzenslalom                          |
| 1988 | Calgary  | Reuzenslalom · Combinatie · 4e Afdaling · 6e' Super G |

### Wereldkampioenschappen
| Jaar | Plaats        | Resultaten                              |
| ---- | ------------- | --------------------------------------- |
| 1982 | Schladming    | 11e Combinatie 12e Afdaling             |
| 1985 | Bormio        | 6e Afdaling 8e Reuzenslalom             |
| 1987 | Crans-Montana | Afdaling · Super G · Reuzenslalom       |
| 1989 | Vail          | Afdaling · 4e Super G · 4e Reuzenslalom |

### Wereldbeker
Eindklasseringen
| Seizoen   | Algm   | AD     | SL  | RS    | SG   | SC    |
| --------- | ------ | ------ | --- | ----- | ---- | ----- |
| 1980/1981 | 12e    | 11e    | 19e | 18e   | –    | 8e    |
| 1981/1982 | 17e    | 8e     | 32e | 25e   | –    | –     |
| 1982/1983 | 5e     | Zilver | –   | 10e   | –    | 18e   |
| 1983/1984 | 8e     | Goud   | –   | 18e   | –    | 8e    |
| 1984/1985 | Brons  | Zilver | 41e | 4e    | –    | Brons |
| 1985/1986 | Goud   | Goud   | 40e | 4e    | 10e  | Goud  |
| 1986/1987 | Goud   | Zilver | –   | Goud  | Goud | 4e    |
| 1987/1988 | 7e     | Brons  | –   | 8e    | 24e  | 6e    |
| 1988/1989 | Zilver | Zilver | –   | Brons | 6e   | 18e   |
| 1989/1990 | 4e     | 5e     | –   | 6e    | 5e   | 7e    |

Wereldbekerzeges
| Nr | Datum      | Plaats                | Onderdeel    |
| -- | ---------- | --------------------- | ------------ |
| 01 | 21/01/1983 | Megeve                | Afdaling     |
| 02 | 05/02/1983 | Sarajevo              | Afdaling     |
| 03 | 08/12/1983 | Val d'Isère           | Afdaling     |
| 04 | 21/01/1984 | Verbier               | Afdaling     |
| 05 | 08/03/1985 | Banff                 | Afdaling     |
| 06 | 11/01/1986 | Bad Gastein           | Afdaling     |
| 07 | 12/01/1986 | Bad Gastein           | Combinatie   |
| 08 | 05/02/1986 | Val Zoldana           | Reuzenslalom |
| 09 | 01/03/1986 | Furano                | Afdaling     |
| 10 | 08/03/1986 | Banff Sunshine        | Afdaling     |
| 11 | 09/03/1986 | Banff Sunshine        | Combinatie   |
| 12 | 14/12/1986 | Val d'Isère           | Super G      |
| 13 | 20/12/1986 | Val Zoldana           | Reuzenslalom |
| 14 | 05/01/1987 | Saalbach-Hinterglemm  | Super G      |
| 15 | 18/01/1987 | Bischofswiesen        | Reuzenslalom |
| 16 | 27/02/1987 | Zwiesel               | Reuzenslalom |
| 17 | 15/03/1987 | Vail                  | Super G      |
| 18 | 22/03/1987 | Sarajevo              | Reuzenslalom |
| 19 | 04/12/1987 | Val d'Isère           | Afdaling     |
| 20 | 16/01/1988 | Zinal                 | Afdaling     |
| 21 | 15/12/1988 | Altenmarkt-Zauchensee | Afdaling     |
| 22 | 19/01/1989 | Tignes                | Afdaling     |
| 23 | 04/03/1989 | Furano                | Reuzenslalom |
| 24 | 09/12/1989 | Steamboat Springs     | Afdaling     |
| 25 | 13/01/1990 | Haus im Ennstal       | Afdaling     |